# Vija Artmane
Alida « Vija » Artmane, née à Kaive, partie de la municipalité de Tukums (dans la paroisse de Sēme (lv)), le 21 août 1929 et morte à Strenči le 11 octobre 2008, est une actrice lettone.

## Biographie
Vija Artmane naît le 21 août 1929 dans le village de Kaivė, municipalité de Tukums, où ses parents possèdent une ferme « Dekšņi ».
Artmane est scolarisée à Riga. De 1946 à 1949, elle étudie au Second Studio du théâtre Dailes, et devient actrice au théâtre Dailes en 1949. En 1950, elle devient membre de l'Union du théâtre letton.
Lorsqu'elle commence à travailler at théâtre, elle attire rapidement l'attention d'Eduards Smiļģis, fondateur et directeur principal du théâtre Daile. Le premier grand succès lui vient avec le rôle de Juliette dans Roméo et Juliette de Shakespeare, où son partenaire fut Eduards Pāvuls. En 1953, Artmane épouse l'acteur du théâtre Dailes Artūrs Dimiters (1915-1986), ensemble ils ont deux enfants - le musicien Kaspars Dimiters (1957) et l'artiste Kristiāna Dimitere (1965). En 1955, Artmane est élue membre du Conseil des députés du peuple du district de Kirov de la ville de Riga.
Son premier rôle à l'écran a lieu en 1956 dans le film de Rolands Kalniņš Après la tempête, mais se fait véritablement remarquer avec le rôle de Dace dans le film de Pāvels Armands Kā gulbji balti padebeši iet (1956) comme le véritable début de sa carrière cinématographique. En 1958, elle est devient membre de l'Union des cinéastes lettons. Artmane a filmé non seulement dans les films du Riga Film Studio, mais aussi avec un grand succès en dehors de la Lettonie.
Vija Artmane était l'une des actrices de théâtre et de cinéma lettones les plus remarquables du XXe siècle. Au total, elle a joué au moins 85 rôles sur scène et 50 à l'écran.
En 1968, Artmane rejoint les rangs du PCUS, en 1971, elle s'illustre comme déléguée du 21e Congrès du LCP et du 24e Congrès du PCUS, en 1976 - déléguée du 22e Congrès du PCUS. En 1980, elle devient vice-présidente du Comité soviétique pour la défense de la paix. De 1980 à 1987, Artmane a été membre du Conseil suprême de la RSS de Lettonie. De 1983 à 1985, elle a été présidente du conseil d'administration de la Société de théâtre de la RSS de Lettonie.
En 1995, Vija Artmane préside le 1er festival international du film Stojary de Kiev (Ukraine).
Décédé le 11 octobre 2008, elle est enterrée au cimetière de Pokrov de Riga.
(4136) Artmane, un astéroïde de la ceinture principale d'astéroïdes est nommé en son honneur.

## Filmographie partielle
- 1963 : Entrée dans la vie (Вступление, Vstouplenie) d'Igor Talankine : voisine
- 1965 : Personne ne voulait mourir (Niekas nenorėjo mirti) de Vytautas Žalakevičius : Ona
- 1967 : Purva bridējs de Leonids Leimanis : Kristine
- 1967 : La Nébuleuse d'Andromède (Туманность Андромеды) d'Evgueni Cherstobitov (ru) : Veda Kong
- 1968 : Le Temps des arpenteurs (Mērnieku laiki) de Voldemārs Pūce : Liene
- 1978 : Théâtre (Teātris) de Jānis Streičs : Julia Lambert
- 1985 : Les Farces d'Emil (Emīla nedarbi) de Varis Brasla : gérante du foyer d’hébergement
- 1987 : Moonsund (ru) (Моонзунд) d'Aleksandre Mouratov (ru) : propriétaire d'une librairie
- 1990 : Seulement pour les fous de Arvo Iho
- 1991 : L'Amour de Valeri Todorovski

## Distinctions
- Ordre de l'Amitié (Russie)
- Ordre de Lénine
- Officier de l'ordre des Trois Étoiles (Lettonie)